# Mercedes-Benz-Werk Tuscaloosa

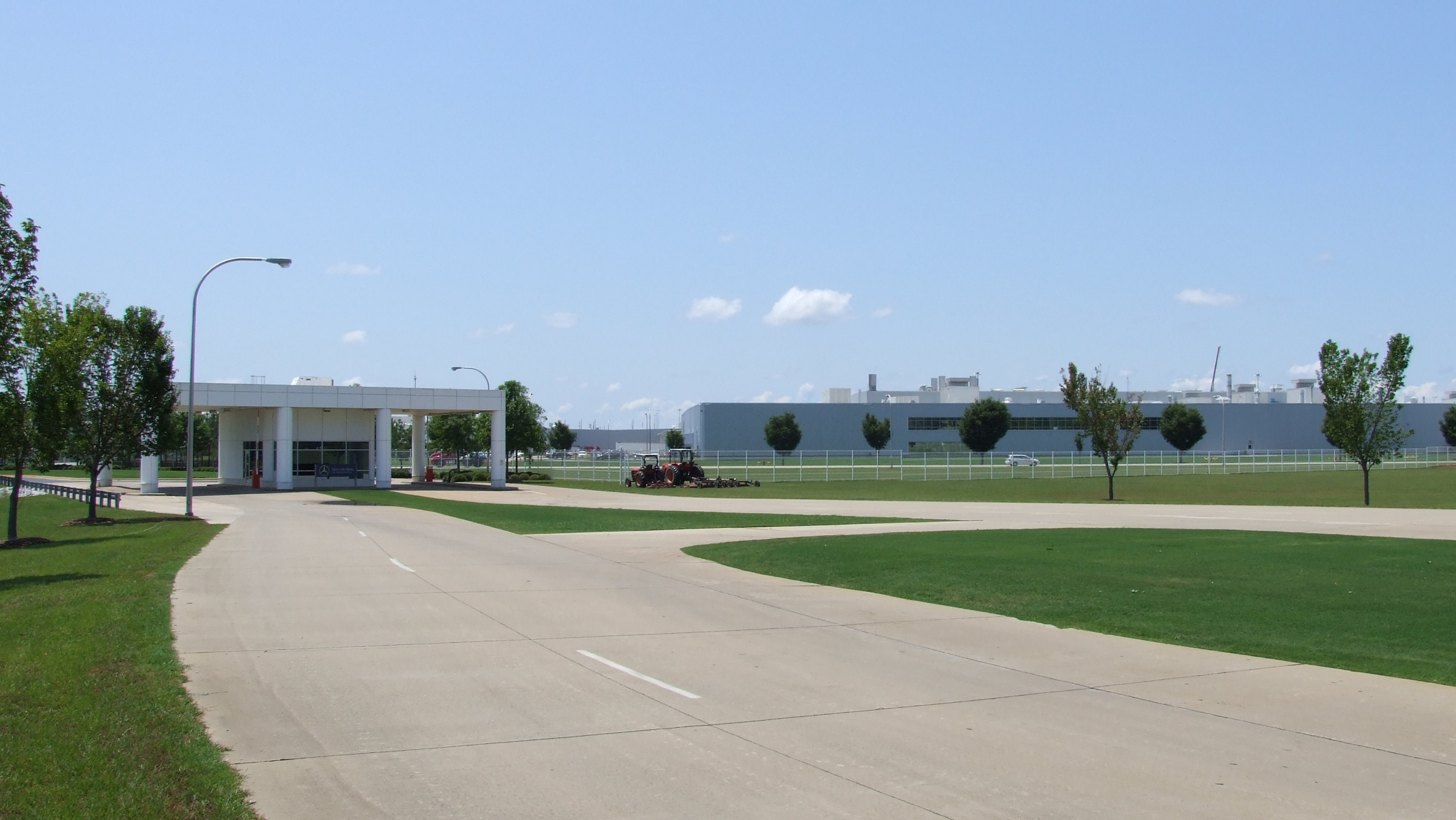
Zufahrt zum Werk Tuscaloosa

Das Mercedes-Benz-Werk Tuscaloosa ist eine Produktionsstätte des deutschen Automobilherstellers Mercedes-Benz Group in Vance im Tuscaloosa County, Bundesstaat Alabama in den Vereinigten Staaten. Es gehört zum Geschäftsbereich Mercedes-Benz Cars. Das Werk Tuscaloosa ist das Hauptwerk zur Fertigung von Sport Utility Vehicles (SUV) des Herstellers.

## Geschichte
| Jahr | Fahrzeuge |
| ---- | --------- |
| 2011 | 148.092   |
| 2012 | 180.379   |
| 2013 | 185.196   |
| 2014 | 232.662   |
| 2015 | 303.000   |
| 2016 |           |
| 2017 | 280.000   |
| 2018 | 240.000   |

Im April 1993 beschloss der Mutterkonzern, damals die Daimler-Benz AG, ein Werk in den USA zu bauen, um den amerikanischen Markt besser bedienen zu können und den Anspruch als Weltunternehmen zu unterstreichen. Im September des Jahres fiel die Standortentscheidung, woraufhin die lokale Tochtergesellschaft Mercedes-Benz U.S. International (MBUSI) gegründet wurde. Im Juli 1996 war das Werk, in das Daimler 300 Millionen US-Dollar investiert hatte, fertig. Im Januar/Februar 1997 konnte die Produktion der M-Klasse der ersten Generation (W 163) anlaufen, als erstes des ML 320. Geplant war zunächst, 65.000 Exemplare pro Jahr herzustellen. Verkaufsstart in den USA war im September des Jahres. Aufgrund des großen Erfolges investierte Daimler bereits 1998 und 1999 zusammen 80 Millionen Dollar in eine Erweiterung des Produktionsvolumens um rund 20 % auf 80.000 Stück pro Jahr. Nun rollten, im Zweischichtbetrieb gefertigt, durchschnittlich 350 Autos täglich vom Band. Von der M-Klasse der ersten Generation wurden 571.000 Stück produziert. Schon im August 2000 gab die Daimler AG erneute Erweiterungspläne bekannt. Für 600 Millionen Dollar wurde eine weitere Fertigungslinie errichtet, um die zweite Generation der M-Klasse (W 164) sowie die R-Klasse (Baureihe 251) und GL-Klasse (X 164) zu produzieren. Von 1999 bis 2002 musste, um die Nachfrage in Europa befriedigen zu können, die M-Klasse auch im Magna-Steyr-Werk (Graz/Österreich) gefertigt werden. Mit der Fertigstellung der Erweiterung Ende 2004 und dem Produktionsbeginn 2005 verdoppelten sich in etwa Produktionsvolumen und -fläche sowie die Mitarbeiterzahl.
Ab 2014 wurde erstmals neben SUV-Modellen zusätzlich die C-Klasse (Baureihe 205) für den nordamerikanischen Markt in Tuscaloosa produziert. Die Produktion der R-Klasse wurde ab August 2015 an den US-amerikanischen Auftragsfertiger AM General in Mishawaka, Indiana abgegeben. 2017 gab Daimler bekannt, eine Milliarde US-Dollar in das Werk in Tuscaloosa zu investieren, wovon ein Großteil in die „Elektrooffensive“ des Herstellers fließen solle. Das Werk ist mittlerweile (Stand: 2022) eines von sieben des Herstellers weltweit, in welchem rein batterieelektrisch angetriebene Fahrzeuge der Submarke Mercedes-EQ gefertigt werden. Die Batterien dafür entstammen einer hauseigenen Fabrik im nahegelegenen Bibb County, welche im März 2022 eröffnet wurde.
Im Mai 2024 sprachen sich die Mitarbeiter mehrheitlich gegen die Vertretung durch eine Gewerkschaft aus. Mercedes wird vorgeworfen, aggressiv für die Ablehnung geworben zu haben.

## Fahrzeuge
Aktuell (Stand: 2022) werden folgende Fahrzeuge im Werk Tuscaloosa gefertigt:
- GLE
- GLE Coupé
- GLS
- EQS SUV
- EQE SUV

## Zahlen
Das Werksgelände erstreckt sich über 3,8 Millionen Quadratmeter, wobei die reine Produktion 300.000 Quadratmeter in Anspruch nimmt. Das Werk besteht aus einer Karosseriefertigung, zwei Lackier- und zwei Montagelinien, alles unter einem Dach. Produziert wird nach dem Just-in-time-Prinzip, mit Zwischenlagerzeiten der zugelieferten Teile von nur wenigen Stunden. Wertmäßig zwei Drittel der verarbeiteten Teile stammen von nordamerikanischen Lieferanten, wovon etwa 30 direkt in der Region angesiedelt sind. Auch deutsche Zulieferer haben Niederlassungen in Werksnähe, beispielsweise Eberspächer. Motoren und Getriebe kommen aus Deutschland. Die GL-Klasse entstand im Werk 1, die M- und R-Klasse im Werk 2. Es werden rund 1300 Roboter eingesetzt, 1150 davon beim Karosseriebau. Die Jahresproduktion des Werks liegt bei über 280.000 Fahrzeugen (Stand 31. Dezember 2017). Der Energieverbrauch bei voller Produktion liegt bei rund 50 MW.
Beim lokalen Unternehmen MBUSI sind über 3.700 Mitarbeiter beschäftigt (Stand 31. Dezember 2017). Insgesamt hängen laut Unternehmensangaben über 10.000 (an anderer Stelle werden über 22.000 genannt) Arbeitsplätze in der Region direkt oder indirekt von dem Werk ab.
MBUSI produziert für den gesamten Weltmarkt. Mit einem Exportvolumen von jährlich 1 Milliarde US-Dollar ist das Unternehmen der größte Exporteur in Alabama. Die gesamte Wertschöpfung des Werkes beläuft sich laut Unternehmen auf rund 1,5 Milliarden Dollar.